# 데프니 알렉산더
데프니 알렉산더(Daphne Alexander, 1950년 ~ )는 배우, 영화배우이다.
키프로스에서 태어났다.

## 영화
- CCTV : 은밀한 시선 (2018년) - 어린 여자 역
- 더 팔라스 (2011년)
- 유령 작가 (2010년) - 코니 역
- 포스 카인드 (2009년) - 테레사 역
- 캐주얼티 (1986년)